# Gut Groß Zecher

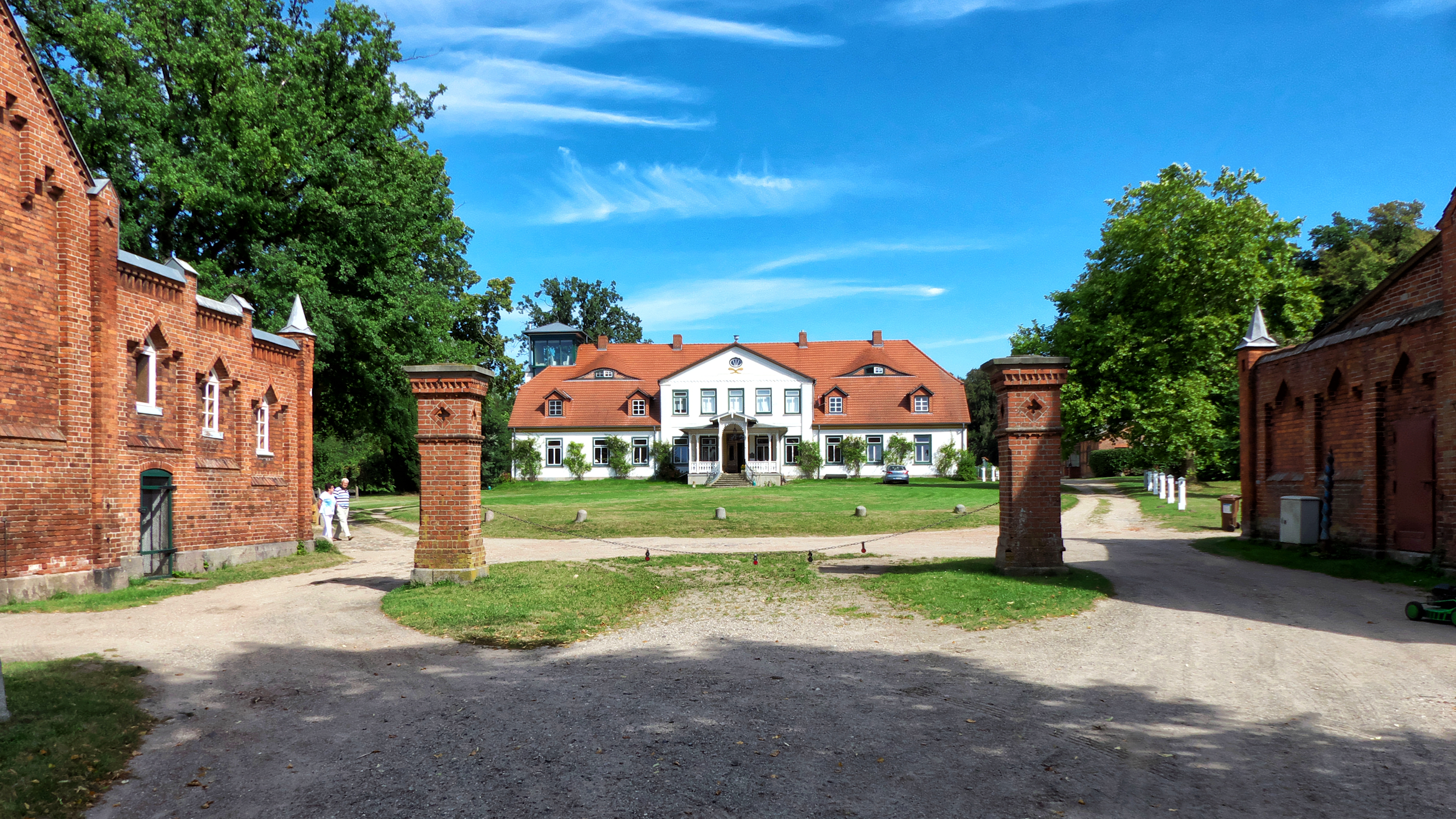
Gutshof mit Herrenhaus

Das Gut Groß Zecher ist ein adliges Gut im Ortsteil Groß Zecher der Gemeinde Seedorf am Schaalsee.

## Geschichte
Unweit der heutigen Gutsanlage befand sich bereits im Mittelalter die Turmhügelburg Boko mit einem Durchmesser von 15 m auf dem Zecherschen Werder, einer Halbinsel im Schaalsee. Der 5 m breite umgebende Wassergraben ist teilweise noch zu erkennen. Im Zuge der mittelalterlichen Kolonisation siedelte hier die aus Sachsen kommende Familie von Zülen und nannte sich nach diesem neu gewonnenen Besitz von Zecher. Die Burg wurde 1349 zerstört. Im 14. Jahrhundert gelangte zunächst die Familie von Carlow in den Besitz von Groß Zecher, dann ab 1497 die Familie von Parkentin. 
Die Parkentin (spätere Schreibweise Berkentin) veräußerten Groß Zecher 1691, nach anderen genealogischen Quellen 1694, an die aus Lüneburg stammende nobilitierte Patrizierfamilie von Witzendorff. Käufer war Dietrich Wilhelm von Witzendorff (1661–1712), Neffe des braunschweigisch-lüneburgische Geheime Rat und Kammerpräsident Hieronymus von Witzendorff, Mitglied der Ritterschaft des Herzogtums Sachsen-Lauenburg, das mit dem Aussterben der Herzöge von Sachsen-Lauenburg 1689 an das Kurfürstentum Braunschweig-Lüneburg fiel. Nächster Gutsherr auf Groß Zecher war Hieronymus Friedrich von Witzendorff (1695–1742), großbrit. Landrat, verheiratet mit Christiane von Jasmund-Trollenhagen (1708–1758). Sie begründeten für Groß Zecher sogleich ein Familienfideikommiss. Das Gut wurde so von Generation zu Generation in der Familie von Witzendorff vererbt. Erbe wurde Adolf Friedrich von Witzendorff (1737–1772), der wiederum in Mecklenburg-Strelitz Kammerjunker und vor allem Drost war. Seine Ehefrau war Dorothea Sophie von Behm. Ihr ältester Sohn Georg von Witzendorff (1763–1787) und Nachfolger als Fideikommissherr blieb unvermählt, führte aber schon den Titel eines Domherrn von Lübeck, obwohl noch Student. Somit erbte sein nächstälterer Bruder Karl (Karl Gotthard Hieronymus) von Witzendorff (1771–1841). Er gründete mit Adelheid von Seebach eine Familie und gab den Besitz an Wilhelm von Witzendorff (1822–1849) weiter. In der lauenburgischen Politik des 19. Jahrhunderts spielte dessen Bruder und Erbe Ottokar von Witzendorff als Landrat des Kreises Herzogtum Lauenburg eine größere Rolle. Nach seinem Tod 1890 ging das benachbarte Gut Seedorf, das bis dahin ebenfalls der Familie gehört hatte, an seine Witwe über, die es in der Familie an eine andere genealogische Linie weitervererbte. Das Gut Groß Zecher wiederum ist bis heute in der Familie von Witzendorff geblieben. Erbe auf Groß Zecher wurde Karl von Witzendorff (1855–1918). Ihm folgte Ottokar von Witzendorff (1892–1970), in Rostock geboren, dann dessen Sohn Harald von Witzendorff (1932–2017).

## Gutsanlage
Die Gutsanlage wird durch zwei aufeinander zu laufende Zufahrtsalleen geprägt. Der Wirtschaftshof besteht aus zwei Höfen, die durch eine weitere Allee erschlossen werden, die auf in der Mittelachse auf das Gutshaus zu läuft.

## Herrenhaus
Das barocke Herrenhaus in Groß Zecher aus dem Jahr 1720 wurde Anfang des 19. Jahrhunderts zum überwiegenden Teil abgerissen, um einem Neubau an gleicher Stelle Platz zu machen. Unter Verwendung von Teilen der Altsubstanz wurde ein verputzter Neubau im klassizistischen Stil aufgeführt, der heute die Gutsanlage mitprägt. Das elfachsige Herrenhaus ist eingeschossig mit einem Krüppelwalmdach aufgeführt. Über den Dachgauben befinden sich im Spitzdach zwei Fledermausgauben mit Dachschleppe. Der fünfachsige Mittelrisalit ist zweigeschossig mit einem darüber liegenden flachen Dreiecksgiebel mit ovalem Fenster. Der Flügel an der Rückseite des Hauses ist ebenfalls zweigeschossig in Fachwerk aufgeführt und stammt aus älterer Zeit.

## Rittergut und Patrimonialgericht
Das Gut war ein landtagsfähiges Rittergut, der Besitzer war daher Mitglied der Ritter- und Landschaft Lauenburgs. Ebenfalls mit dem Gut verbunden war die Patrimonialgerichtsbarkeit: der jeweilige Gutsherr war (oder bestimmte) den Richter für die Bewohner des Gutes, siehe auch die Liste der Gerichte im Herzogtum Sachsen-Lauenburg. Mit dem Übergang an Preußen endeten diese Rechte 1866.